# Liste der Monuments historiques in Saint-Gérand-le-Puy
Die Liste der Monuments historiques in Saint-Gérand-le-Puy führt die Monuments historiques in der französischen Gemeinde Saint-Gérand-le-Puy auf.

## Liste der Bauwerke
| Bezeichnung      | Beschreibung                  | Standort | Kennzeichnung | Schutzstatus | Datum | Bild           |
| ---------------- | ----------------------------- | -------- | ------------- | ------------ | ----- | -------------- |
| Kirche St-Julien | Erbaut im 11./12. Jahrhundert | (Lage)   | PA00093273    | Inscrit      | 1932  | weitere Bilder |